# Сочински градски округ
Сочински градски округ (рус. Муниципа́льное образова́ние го́род-куро́рт Со́чи) или скраћено Град Сочи (рус. Город Сочи), незванично познат и као Велики Сочи (рус. Большой Сочи) административно-територијална је јединица другог нивоа са статусом градског округа на крајњем југозападу Краснодарске покрајине Руске Федерације. Једна је 44 административне целине другог ранга у Покрајини.
Административни центар рејона и његово највеће и најважније насеље је град Сочи. Са површином територије од 3.502 км² друга је по величини административна јединица у покрајину. На територији округа је према процени за 2019. живело око 524.000 становника.
Град Сочи и његова околина је био домаћини Зимских олимпијских игара 2014. године.

## Географија
Сочински градски округ се налази на крајњем југозападу Руске Федерације, односно њеног федералног субјекта Краснодарске Покрајине. Обухвата територију површине 3.502 км² и највећа је општинска јединица у Покрајини. Простире се између обале Црног мора на западу (дужина обале је око 145 км) и планинских обронака Великог Кавказа у дужини од око 105 километара. Граничи се са Туапсинским, Апшеронским и Мостовским рејонима Краснодарске покрајине на северозападу, северу и југоистоку, на северу је територија аутономне Републике Адигеје, док је на југу међународна граница са дефакто независном Републиком Абхазијом (односно са Грузијом).
Рељефом округа доминирају брдска и планинска подручја Великог Кавказа, а надморска висина се нагло повећава идући ка унутрашњости. Највиша тачка округа је планина Агепста са висином од 3256 м, а висином се издвајају и Чугуш (3237 м), Фишт (2868 м), Ачишхо (2391), Аибга (2510 м), Црна пирамида (Чёрная пирамида, 2.375 м), Аутљ (1856 м) и други. Једино веће низијско подрчје, крајњем југу округа, је алувијална Имеретинска низија у поречју Мзимте и Псоуа.
Речна мрежа је доста густа, а реке одликују кратки токови, велики пад, значајан хидропотенцијал и бујични карактер. Већи водотоци су реке Мзимта (89 км), Шахе (59 км), Псоу (53 км), Сочи (45 км), Аше (40 км), Псезуапсе (39 км) Кудепста (23 км). У унутрашњости се налазе бројна мања глацијална језера, од којих се величином издвајају Кардивач (0,133 км²) и Хуко (0,027 км²).
Готово 60% површине округа налази се на територији Сочинског националног парка основан 1983. године.
Клима варира од влажне суптропске у приморју и ближем залеђу, до оштре планинске у висинским подручјима у унутрашњоати.

## Историја
Сочински градски округ је једна од најмлађих административних јединица другог нивоа на територији Русије, званично основан 2005. у садашњем облику. Претеча савременог градског округа у садашњим границама била је општина основана 10. фебруара 1961, након укидања Адлерског и Лазаревског рејона и њиховог прикључења Сочинској општини.

## Демографија и административна подела
Према подацима са пописа становништва из 2010. на територији округа живело је укупно 420.589 становника, док се према процени из 2019. број становника повећао за око 100.000 на 524.023 становника, или у просеку око 149,64 ст/км². По броју становника Сочински градски округ заузима друго место у Покрајини, одмах иза Краснодарског округа.
Основу популације округа чине етнички Руси са уделом од око 70%, док највећу мањинску заједницу чине Јермени са уделом од око 20%.
| 1897. | 1959.   | 1970.   | 1979.   | 1989.   | 2002.   | 2010.   | 2019.   |
| ----- | ------- | ------- | ------- | ------- | ------- | ------- | ------- |
| 1.352 | 127.000 | 245.300 | 292.300 | 361.200 | 397.103 | 420.589 | 524.023 |

На територији округа се налази укупно 81 насељено место. Највеће градско насеље је град Сочи у коме живи већина становништва округа (око 450.000), а статус градског насеља има и варошица Краснаја Пољана са око 5.000 становника. Преко 5.000 становника имају и села Орјол Изумруд и Нижњаја Шиловка.
Сочински градски округ је административно подељен на 4 општинска рејона:
| Положај | Рејон            | Изворно име | Површина  | Број становника | Админ. седиште           |
| ------- | ---------------- | ----------- | --------- | --------------- | ------------------------ |
|         | Адлерски рејон   | рус.        | 1.352 км² | 151.533         | Адлер                    |
|         | Лазаревски рејон | рус.        | 1.744 км² | 95.815          | Лазаревскоје             |
|         | Хостански рејон  | рус.        | 374 км²   | 95.840          | Хоста                    |
|         | Централни рејон  | рус.        | 30,37 км² | 175.917         | историјско језгро Сочија |